# Ambona
Ambona (polnisch für Kanzel) ist ein 85 m hoher Felsvorsprung auf King George Island im Archipel der Südlichen Shetlandinseln. Er ragt oberhalb der Arctowski-Station am Westufer der Admiralty Bay auf.
Polnische Wissenschaftler benannten ihn 1980 deskriptiv.